# Мусонні дощові ліси острова Хайнань
Мусонні дощові ліси острова Хайнань (ідентифікатор WWF: IM0169) — індомалайський екорегіон тропічних та субтропічних вологих широколистяних лісів, розташований в Південному Китаї. Він вирізняється високим видовим різноманіттям та рівнем ендемізму.

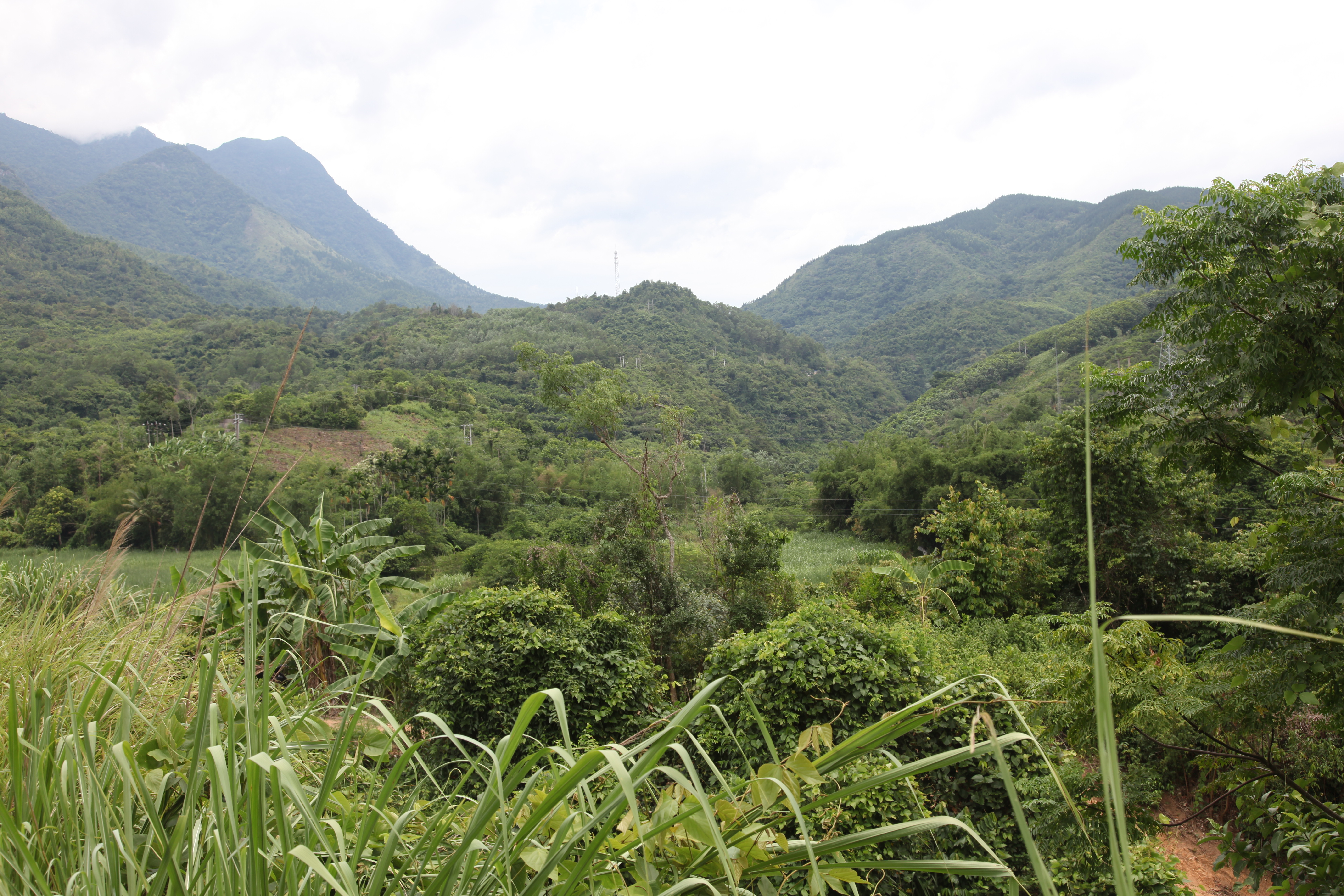
Ландшафт Цюнчжун-Лі-Мяоського автономного повіту (Хайнань)

## Географія
Екорегіон мусонних дощових лісів острова Хайнань охоплює гористу внутрішню частину Хайнаню, найбільшого острова КНР, розташованого у Південнокитайському морі і відділеного від півострова Лейчжоу вузькою Хайнанською протокою шириною 20 км. Також він включає невелику ділянку на південному сході Лейчжоу. Куполоподібні гори Хайнаню досягяють висоти 500-1000 м над рівнем моря, а найвищою вершиною острова є гора Учжишань висотою 1840 м. Прибережні рівнини острова Хайнань та більша частина півострова Лейчжоу є частиною екорегіону субтропічних вічнозелених лісів Південного Китаю та В'єтнаму.

## Клімат
На більшій частині Хайнаню переважає саванний клімат (Aw за класифікацією кліматів Кеппена), на який значний вплив здійснюють мусони. Літо вологе і тепле, зима прохолодна і суха. Морський бриз запобігає літній спеці, а взимку переміщення холодних повітряних мас з континенту може привести до падіння температури до 3 °C. Середньорічна кількість опадів на східному узбережжі становить в середньому 2000 мм, однак на західному узбережжі завдяки ефекту дощової тіні вона становить лише 1000 мм. Влітку та восени в регіоні часто трапляються тайфуни.

## Флора
Основними рослинними угрупованнями екорегіону є мусонні ліси, дерева в яких скидають листя під час тривалого сухого сезону, перед початоком літнього сезону мусонів. Подібна фенологічна картина спостерігається на більшій частині Індокитаю. Лісовий намет в лісах Хайнаню, як правило, розріджений, і на землю потрапляє достатньо світла, щоб підтримувати трав'яний підлісок.
Серед дерев, що складають основу мусонних лісів Хайнаню, слід відзначити зубчасту кляйнговію (Kleinhovia hospita) та свинячу сливу (Spondias pinnata). На тінистих гірських схилах та на пагорбах зустрічаються деякі вічнозелені дерева, зокрема хайнанська хурма (Diospyros potingensis), хайнанські мейни (Meyna hainanensis), мангачапоєві дерева (Vatica mangachapoi), хайнанські хопеї (Hopea hainanensis) та високі хопеї (Hopea exalata). У найбільш посушливих місцевостях у внутрішній частині острова зустрічаються савани, де переважають білі сіріси (Albizia procera), схожі на акації дерева з родини бобових.
В горах у внутрішній частині Хайнаню, на висоті від 1000 до 1600 м над рівнем моря, поширені гірські вічнозелені широколистяні ліси, флора яких подібна до флори субтропічних лісів Південного Китаю. Тут переважають різні види кастанопсисів (Castanopsis spp.), літокарпусів (Lithocarpus spp.), шім (Schima spp.) та різні представники родини Лаврові (Lauraceae). На найвищих гірських вершинах, на висоті понад 1600 м над рівнем моря, зустрічаються гірські хмарні ліси. Серед хвойних дерев, що зустрічаються в горах Хайнаню, слід відзначити семпілорове дерево (Dacrydium elatum), черепичний дакрикарпус (Dacrycarpus imbricatus), хайнанський головотис (Cephalotaxus hainanensis), головотис Манна (Cephalotaxus mannii), кетелерію Евеліна (Keteleeria evelyniana), хайнанську білу сосну (Pinus fenzeliana), тенассерімську сосну (Pinus latteri), хайнанську червону сосну (Pinus massoniana ssp. hainanensis) та аннамський ногоплідник (Podocarpus annamiensis).
Ліси Хайнаню вирізняються високим флористичним різноманіттям. Тут зустрічається близько 4200 видів рослин (зокрема 450 видів дерев), з яких 630 видів є ендеміками острова. Оскільки до четвертинного періода Хайнань та півострів Лейчжоу поєднувалися сухопутним мостом, флора екорегіону включає відносно мало ендемічних родів, однак досить багато ендемічних видів. Серед ендемічних родів рослин, що зустрічаються лише на Хайнані, слід відзначити Chunia, Wenchengia, Metapetrocosmea та Cathayanthe.

## Фауна
На острові Хайнань зустрічається 98 видів ссавців. Серед поширених в екорегіоні ссавців слід відзначити гімалайського ведмедя (Ursus thibetanus), бенгальського кота (Prionailurus bengalensis alleni), жовтошию мустелу (Mustela kathiah), харзу (Martes flavigula hainana), мангусту-крабоїда (Urva urva), річкову видру (Lutra lutra hainana), хайнанського замбара (Rusa unicolor hainana), хайнанського броворогого оленя (Rucervus eldii hainanus), північного рудого мунтжака (Muntiacus vaginalis), дику свиню (Sus scrofa), макаку-резуса (Macaca mulatta brevicaudus), хайнанського панголіна (Manis pentadactyla pusilla), пістряву політуху (Hylopetes alboniger), східну смугасту білку (Tamiops maritimus), малайського їжатця (Hystrix brachyura), острівного крота (Mogera insularis) та північну тупаю (Tupaia belangeri). Можливо, у віддалених районах острова продовжують мешкати рідкісні димчасті пантери (Neofelis nebulosa). Серед ендемічних ссавців, поширених на Хайнані, слід відзначити хайнанського зайця (Lepus hainanus), хайнанську політуху (Hylopetes electilis), рідкісну хайнанську гімнуру (Neohylomys hainanensis) та надзвичайно рідкісного хайнанського гібона (Nomascus hainanus), популяція якого становить близько 25 особин.
На острові Хайнань зареєстровано понад 500 видів птахів, однак більшість з них є зимуючими або бродячими видами, які спостерігалися в прибережних районах острова. Серед поширених на Хайнані птахів слід відзначити сріблястого лофура (Lophura nycthemera whiteheadi), китайського турача (Francolinus pintadeanus), китайську перепілку (Synoicus chinensis), індокитайського вінаго (Treron curvirostra hainanus), чубатого яструба (Accipiter trivirgatus), рожевоволого папугу (Psittacula alexandri), майже ендемічного китайського бородастика (Psilopogon faber), колючохвосту сороку (Temnurus temnurus), хайнанську сіпараю (Aethopyga christinae), гірського оливника (Ixos mcclellandii), великого бюльбюля-бороданя (Alophoixus pallidus pallidus), мандаринську альципу (Alcippe hueti rufescentior), сірощокого личинкоїда (Pericrocotus solaris), рудоголову тимелію-темнодзьоба (Cyanoderma ruficeps) та темноволу нільтаву (Cyornis hainanus). Ендеміками екорегіону є хайнанські куріпки (Arborophila ardens), гайнанські віялохвости (Polyplectron katsumatae) та гайнанські вівчарики (Phylloscopus hainanus). Крім того, ендеміками Хайнаню є близько 50 підвидів різних видів птахів.

## Збереження
Значна частина лісів Хайнаню була знищена впродовж попередніх століть. У 1949 році ліси покривали близько 25 % площі острова, а у 1981 році його лісистість становила лише 7,2 %. Наразі на значній частині острова поширені плантації каучуку, олійної пальми і кави, а у гірських районах Хайнаню населення продовжує вести підсічно-вогневе землеробство.
Оцінка 2017 року показала, що 1429 км², або 9 % екорегіону, є заповідними територіями. Природоохоронні території включають: Національний парк тропічних дощових лісів Хайнаню, Хайнанський національний природний заповідник Баванлін та Національний природний заповідник Інгелін.